# Thomas Bouldin
Thomas  Tyler Bouldin (* 1781 bei Charlotte Court House, Charlotte County, Virginia; † 11. Februar 1834 in Washington, D.C.) war ein US-amerikanischer Politiker. Zwischen 1829 und 1834 vertrat er zweimal den Bundesstaat Virginia im US-Repräsentantenhaus.

## Werdegang
Thomas Bouldin war der ältere Bruder des Kongressabgeordneten James Bouldin (1792–1854). Er besuchte die öffentlichen Schulen seiner Heimat. Nach einem anschließenden Jurastudium und seiner 1802 erfolgten Zulassung als Rechtsanwalt begann er in seiner Heimat in diesem Beruf zu arbeiten. Später war er dort auch als Richter tätig. Politisch schloss er sich in den 1820er Jahren der Bewegung um den späteren US-Präsidenten Andrew Jackson an und wurde Mitglied der von diesem 1828 gegründeten Demokratischen Partei.
Bei den Kongresswahlen des Jahres 1828 wurde Bouldin im fünften Wahlbezirk von Virginia in das US-Repräsentantenhaus in Washington gewählt, wo er am 4. März 1829 die Nachfolge von John Randolph antrat. Nach einer Wiederwahl konnte er bis zum 3. März 1833 zwei Legislaturperioden im Kongress absolvieren. Seit dem Amtsantritt von Präsident Jackson im Jahr 1829 wurde innerhalb und außerhalb des Kongresses heftig über dessen Politik diskutiert. Dabei ging es um die umstrittene Durchsetzung des Indian Removal Act, den Konflikt mit dem Staat South Carolina, der in der Nullifikationskrise gipfelte, und die Bankenpolitik des Präsidenten.
Im Jahr 1832 wurde Bouldin nicht bestätigt. Nach dem Tod von John Randolph, der ihm nachgefolgt war, wurde er in einer Sonderwahl wiederum als dessen Nachfolger in den Kongress gewählt, wo er am 26. August 1833 sein Mandat antrat. Er konnte es bis zu seinem Tod am 11. Februar 1834 ausüben. Als bisher einziger Kongressabgeordneter starb Thomas Bouldin während einer Rede im US-Repräsentantenhaus. Er wurde auf seinem Anwesen Golden Hills im Charlotte County beigesetzt.